# Akouda
Akouda (arabe : أكودة) est une ville située à quelques kilomètres au nord-ouest de Sousse.
Rattachée administrativement au gouvernorat de Sousse, elle est le chef-lieu d'une délégation et constitue en 2014 une municipalité de 27 200 habitants.
Située en retrait par rapport au littoral, le long de la RN1, elle est reliée à la côte au niveau de Chott Meriem.
La ville a une notoriété liée à l'organisation d'un festival d'arts plastiques durant l'été, à l'organisation d'un cross-country, à l'accueil d'un village d'enfants de l'ONG internationale SOS Villages d'enfants fondée par Hermann Gmeiner — le quatrième inauguré en Tunisie — et à la présence du golf El Kantaoui.

## Personnalités
- Salem Ben Hmida, poète ;
- Fakhri El Ghezal, photographe ;
- Hafedh Ibrahim[2], homme politique ;
- Abdesselem Knani, homme politique ;
- Moncef Mrad (ar), acteur.